# Prienų šilas II
Prienų šilas II este o arie protejată (sit de importanță comunitară — SCI) din Lituania întinsă pe o suprafață de 428,26 ha, integral pe uscat.

## Localizare
Centrul sitului Prienų šilas II este situat la coordonatele 54°37′18″N 23°54′27″E / 54.6218°N 23.9074°E.

## Înființare
Situl Prienų šilas II a fost declarat sit de importanță comunitară în decembrie 2021 pentru a proteja un număr necunoscut de specii din flora spontană și fauna sălbatică aflate în arealul zonei.

## Biodiversitate
Situată în ecoregiunea boreală, aria protejată conține 6 habitate naturale: Mlaștini turboase de tranziție și turbării mișcătoare, Taiga vestică, Păduri fino-scandinave bogate în ierburi cu Picea abies, Păduri caducifoliate de mlaștină fino-scandinave, Mlaștini împădurite, Păduri aluvionare cu Alnus glutinosa și Fraxinus excelsior (Alno-Padion, Alnion incanae, Salicion albae).
La baza desemnării sitului se află un număr nedeclarat de specii protejate.